# Dekanat Mińsk-Zachód
Dekanat Mińsk-Zachód – jeden z 11 dekanatów archidiecezji mińsko-mohylewskiej na Białorusi. Składa się z 11 parafii. Dekanat został utworzony w 2013 roku i jest jednym z dwóch dekanatów obejmujący Mińsk.

## Lista parafii
| Lp | Miejscowość / parafia                                                                 | Proboszcz / administrator    | Kościół                                                        | Zdjęcie |
| -- | ------------------------------------------------------------------------------------- | ---------------------------- | -------------------------------------------------------------- | ------- |
| 1  | Mińsk Parafia Archikatedralna Imienia Najświętszej Maryi Panny                        | ks. Antoni Klimantowicz      | Archikatedra Imienia Najświętszej Maryi Panny w Mińsku         |         |
| 2  | Mińsk (Kalwaria) Parafia Podwyższenia Krzyża Świętego                                 | ks. Andrzej Sipowicz         | Kościół Podwyższenia Krzyża Świętego w Mińsku                  |         |
| 3  | Mińsk (Kamienna Górka) Parafia Matki Bożej Budsławskiej                               | ks. Franciszek Rudź          | Kościół Matki Bożej Budsławskiej w Mińsku                      |         |
| 4  | Mińsk (Dąbrówka) Parafia św. Jana Ewangelisty i św. Maksymiliana Kolbe                | ks. Oleg Szpeć SChr.         | Kościół św. Jana Ewangelisty i św. Maksymiliana Kolbe w Mińsku |         |
| 5  | Mińsk (Malinówka) Parafia św. Antoniego                                               | ks. Sergiusz Piekaczew       | Kościół św. Antoniego Padewskiego w Mińsku                     |         |
| 6  | Mińsk (Złota Górka) Parafia Świętej Trójcy (św. Rocha)                                | ks. Jerzy Sańko              | Kościół św. Rocha (św. Trójcy) w Mińsku                        |         |
| 7  | Mińsk Parafia św. Szymona i św. Heleny                                                | ks. Władysław Zawalniuk      | Kościół św. Szymona i św. Heleny w Mińsku                      |         |
| 8  | Mińsk (Zielona Łąka) Parafia św. Apostołów Piotra i Pawła i św. Eugeniusza de Mazenod | o. Piotr Bielewicz OMI       | Kościół św. Apostołów Piotra i Pawła w Mińsku                  |         |
| 9  | Mińsk (Sucharewo) Parafia Niepokalanego Poczęcia Najświętszej Maryi Panny             | ks. Aleksander Szamrycki MIC | Brak                                                           |         |
| 10 | Zasław Parafia Narodzenia Najświętszej Maryi Panny                                    |                              | Kościół Narodzenia Najświętszej Maryi Panny w Zasławiu         |         |
| 11 | Żdanowicze Parafia Bogurodzicy Opiekunki Rodzin                                       |                              | Kościół Bogurodzicy Opiekunki Rodzin w Żdanowiczach            |         |